# Secteur quaternaire
Pour les articles homonymes, voir Quaternaire (homonymie).
Dans le prolongement des travaux de Colin Clark et d'Alfred Sauvy, certains auteurs ont enrichi la typologie traditionnelle des trois secteurs économiques  (secteur primaire, secteur secondaire, secteur tertiaire) en affirmant l'existence d'un quatrième secteur : le secteur quaternaire. Pour ce concept — relativement récent — différents auteurs proposent des définitions qui ne se recoupent pas totalement.
D'autres encore définissent le secteur quaternaire plus par les processus de production mis en œuvre que par ses produits ; ces nouvelles façons de produire annoncent l'avènement d'une « économie quaternaire ».

## Le secteur quaternaire comme résultat d'une scission du secteur tertiaire
Dans les pays développés, plusieurs auteurs ont pointé l'importance à leurs yeux démesurée du secteur tertiaire, source de forte hétérogénéité. Selon eux, il convient d'en isoler une partie, pour constituer ce qu'ils appellent le « secteur quaternaire ». 
Foote et Hatt ne conservent dans le secteur tertiaire que les services à la personne ; le secteur quaternaire couvre le transport, le commerce, les communications, les finances et l'administration publique ; ils proposent même un cinquième secteur comprenant les services de santé, d'éducation, de recherche, de récréation et artistiques.
Herman Kahn puis Zoltan Kenessey incluent dans le quaternaire les finances, les services divers et l'administration publique, le tertiaire ne conservant que les transports, les services d'électricité, eau et gaz et le commerce.
Tor Selstad inclut dans le secteur quaternaire les services fondés sur la connaissance : éducation supérieure, recherche et développement, et autres services basés sur la connaissance, comme ceux produits par les consultants.
Màrio Tomelin définit le secteur quaternaire comme « le secteur caractérisé par l'action de concevoir, de créer, d'interpréter, d'organiser, de contrôler et de transmettre avec l'aide de la science et de la technique, donnant à ces actes une valeur économique ».
Pour d'autres encore, le secteur quaternaire regrouperait selon une première définition les produits du savoir et de la communication et reposant sur la propriété intellectuelle.
Pour Philippe Cahen, le secteur quaternaire regroupe la sous-traitance du tertiaire dans des activités qui se sont largement développées (droit, publicité, finance, etc.), le secteur quinternaire regroupe les activités de R&D, innovation, culture et lien avec l'université.

## Le secteur quaternaire comme manifestation du «volontariat et/ou du bénévolat»
Jean-Marc Ferry utilise ce terme pour décrire un secteur pouvant accueillir la demande d'emploi : les évolutions de l'agriculture, puis industrielles ayant débouché sur un grand nombre d'emplois dans le secondaire puis le tertiaire, à son tour le tertiaire se "déverserait" dans les activités du quaternaire, « non mécanisables, personnelles, communicationnelles, relevant de finalités personnelles ou sociales »
Roger Sue, pour sa part, propose l'idée d'une économie quaternaire dominée par le secteur quaternaire et, « secteur du nouvel âge de l’économie », où « l'homme s'empare de la production (et non plus l'inverse) et où les individus trouveront, à côté de l'emploi salarié, des gratifications et des critères d'investissement personnel profondément différents de ceux du marché et du secteur public ». « Les acteurs de cette nouvelle économie sociale auront un objectif clair, d'utilité économique et sociale, et un statut crédible vis-à-vis de l'extérieur : le volontariat ».
Thierry Jeantet propose pour les activités bénévoles  cinq critères : 
- la libre adhésion
- le fonctionnement démocratique
- le non-profit individuel
- l’épanouissement de la personne humaine
- l’indépendance à l’égard de l’État

## Le secteur quaternaire comme base de l'économie quaternaire
Pour Michèle Debonneuil, il s'agit d'un secteur économique conjuguant le secteur secondaire et le secteur tertiaire dont les produits ne sont ni des biens, ni des services, mais « de nouveaux services incorporant des biens », la mise à disposition temporaire de biens, de personnes, ou de combinaisons de biens et de personnes. Dans l'automobile par exemple, nous avions traditionnellement le fabricant qui fournissait le produit (la voiture) et le garagiste qui fournissait le service (la maintenance et la réparation) : aujourd'hui, on associe de plus en plus le produit et les services en proposant dès le départ, un montage financier, une garantie, la maintenance, une assurance réparation...Ce secteur, qui se définit autant par ses produits que par la manière de les produire, est à la base de l'économie quaternaire ou économie du quaternaire.